# Lord of the Flies (1963)
Lord of the Flies é um filme de 1963, adaptado da obra homônima de William Golding. Foi dirigido por Peter Brook e produzido por Lewis M. Allen, conhecido pelas suas produções baseadas em romances. O filme foi idealizado em 1961, mas só foi realizado em 1963, sob o suporte do próprio Golding. Quando Kenneth Tynan era um roteirista do Ealing Studios, iniciou o roteiro de Lord of the Flies para Nigel Kneale, mas a Ealing Studios fechou em 1959, parando sua produção.

## Elenco
- James Aubrey .... Ralph
- Tom Chapin .... Jack
- Hugh Edwards .... Piggy
- Tom Gaman .... Simon
- David Surtees .... Sam
- Simon Surtees .... Eric
- Roger Elwin .... Roger

## Sinopse
Um grupo de garotos ingleses é evacuado de uma cidade alvejada por um bombardeio atômico. Sofrem um acidente aéreo, indo parar em uma ilha deserta do Pacífico, onde não convivem com nenhum adulto. Criam uma sociedade com regras próprias, dividida em duas facções: uma pacífica, liderada por Ralph, e outra violenta, liderada por Jack Merridew.

## Produção
Brook observou 3 mil crianças artistas para escolher o elenco do filme. Hugh Edwards, o ator que interpretou Piggy, conseguiu o papel ao escrever uma carta a Brook dizendo simplesmente: “Prezado Sr, eu sou gordo e uso óculos”.
As locações do filme foram em Porto Rico, em Aguadilla, El Yunque, e na ilha de Vieques.
Os garotos do elenco não haviam lido o livro e as cenas foram filmadas sob a explanação mínima do roteiro aos meninos, com alguns dos diálogos improvisados.
O romance foi refilmado em 1990, sob o mesmo nome, pelo director britânico Harry Hook, em cores e com elenco de profissionais estadunidenses.

## Premiações
Peter Brook foi indicado à Palma de Ouro no Festival de Cannes, em 1963.